# محمدحسین شریعتی
محمدحسین شریعتی اردستانی معروف به شیخ‌الشریعه و شیخ حسین شریعتی (متولد ۱۳۲۸ در روستای فران در اردستان – ۱ آذر ۱۳۹۰ در قم) روحانی ایرانی و از شخصیت‌های نزدیک به سید روح‌الله خمینی، سید مصطفی خمینی و سید احمد خمینی بود.

## زندگی
او از فعالان مبارزه با دولت پهلوی در اصفهان بود و در تحصن تاریخی اصفهان در منزل  سید حسین خادمی نقش مهمی داشت. از سال ۴۶ به نجف رفت و در کنار روح‌الله خمینی قرار گرفت. پس از انقلاب، در دفتر خمینی فعالیت می‌کرد و در تنظیم و انتشار آثار او همکاری داشت. او در اواخر عمر، مشاور سید حسن خمینی بود.

## مرگ
محمدحسین شریعتی روز سه‌شنبه اول آذر ۱۳۹۰ به دلیل ایست تنفسی درگذشت. محمد خاتمی، سید محمد موسوی بجنوردی، امام جمارانی، سید یاسر خمینی، محمود دعایی، مجید انصاری، قدرت‌الله علیخانی، عباسعلی روحانی، عبدالمجید معادیخواه، عبدالله نوری، محمدعلی انصاری و سراج‌الدین موسوی از جمله کسانی بودند که در مراسم تشییع حضور داشتند. پیکر او در قم به خاک سپرده شد. غلامحسین کرباسچی و عبدالله نوری بر مرگ او مرثیه نوشتند.